# Regulator PD
Regulator PD (ang. proportional-derivative controller) – w automatyce, regulator składający się z członu proporcjonalnego P o wzmocnieniu {\displaystyle k_{p}} oraz różniczkującego D (fizycznie nierealizowalnego) o czasie różniczkowania {\displaystyle T_{d}.}
Transmitancję idealnego regulatora PD określa się wzorem:
{\displaystyle G_{PD}(s)=k_{p}\,(1+T_{d}s).}
Natomiast transmitancja dla regulatora PD z inercją przyjmuje postać:
{\displaystyle G_{PD}(s)={\frac {k_{p}}{1+Ts}}\,(1+T_{d}s).}
Działanie członu różniczkującego przeciwdziała szybkim zmianom sygnału błędu, co wpływa stabilizująco na działanie układu regulacji. Pozwala to w pewnej mierze na zwiększenie intensywności działania pozostałych parametrów regulatora.
Regulatory typu PD dają niezerowy uchyb ustalony – tym większy im mniejsze jest wzmocnienie członu proporcjonalnego regulatora. Wartość niezerowego uchybu jest opisana wzorem:
{\displaystyle |e_{u}|={\frac {B}{1+k_{p}\cdot k_{o}}},}
gdzie:
{\displaystyle k_{p}} – wzmocnienie regulatora,
{\displaystyle k_{o}} – wzmocnienie obiektu regulacji,
{\displaystyle B} – wartość skoku sygnału zadanego lub zakłócenia (wówczas {\displaystyle B=k_{o}\,A}).